# World Soccer
World Soccer (tên đầy đủ tiếng Anh: World Soccer Magazine) là một tờ tạp chí bóng đá tiếng Anh được 
uất bản bởi hãng truyền thông IPC Media. Trong số những cây bút kỳ cựu thường xuyên viết cho tạp chí phải kể đến nhà văn Brian Glanville.
World Soccer là một thành viên của hiệp hội ESM (European Sports Magazines - tổ chức tập hợp một số tạp chí bóng đá uy tín nhất châu Âu , hiện nay là European Sports Media ), những thành viên khác của ESM có thể kể đến các tạp chí A Bola, Don Balón, Kicker, La Gazzetta dello Sport hay Sport Express. Cùng nhau, họ bầu chọn và trao tặng hai giải thưởng "Đội bóng xuất sắc nhất tháng" và "Đội bóng xuất sắc nhất năm" của châu Âu.
Từ năm 1982 ,World Soccer cũng tổ chức bầu chọn thêm các danh hiệu "Cầu thủ hay nhất năm", "HLV hay nhất năm" và "Đội bóng hay nhất năm". Từ năm 2005 lại có thêm danh hiệu "Cầu thủ trẻ hay nhất năm" và "Trọng tài hay nhất năm". Tháng 12 năm 1999 họ cũng cho đăng danh sách "100 cầu thủ hay nhất thế kỉ 20" do mình bầu chọn. Dưới đây là danh sách những người đã được nhận giải thưởng của tạp chí này.

## Cầu thủ hay nhất năm

### Danh sách cầu thủ nhận gải
| Năm  | Cầu thủ                         | Câu lạc bộ                 |
| ---- | ------------------------------- | -------------------------- |
| 1982 | Paolo Rossi (ITA) (23%)         | Juventus                   |
| 1983 | Zico (BRA) (28%)                | Udinese Calcio             |
| 1984 | Michel Platini (FRA) (54%)      | Juventus                   |
| 1985 | Michel Platini (FRA) (21%)      | Juventus                   |
| 1986 | Diego Maradona (ARG) (36%)      | S.S.C. Napoli              |
| 1987 | Ruud Gullit (NED) (39%)         | A.C. Milan                 |
| 1988 | Marco van Basten (NED) (43%)    | A.C. Milan                 |
| 1989 | Ruud Gullit (NED) (24%)         | A.C. Milan                 |
| 1990 | Lothar Matthäus (GER) (22%)     | Inter Milan                |
| 1991 | Jean-Pierre Papin (FRA) (25%)   | Olympique de Marseille     |
| 1992 | Marco van Basten (NED) (19%)    | A.C. Milan                 |
| 1993 | Roberto Baggio (ITA) (14%)      | Juventus                   |
| 1994 | Paolo Maldini (ITA) (27%)       | A.C. Milan                 |
| 1995 | Gianluca Vialli (ITA) (18%)     | Juventus                   |
| 1996 | Ronaldo (BRA) (17%)             | FC Barcelona               |
| 1997 | Ronaldo (BRA) (27%)             | FC Barcelona & Inter Milan |
| 1998 | Zinedine Zidane (FRA) (23%)     | Juventus                   |
| 1999 | Rivaldo (BRA) (42%)             | FC Barcelona               |
| 2000 | Luís Figo (POR) (26%)           | FC Barcelona & Real Madrid |
| 2001 | Michael Owen (ENG) (31%)        | Liverpool F.C.             |
| 2002 | Ronaldo (BRA) (26%)             | Inter Milan & Real Madrid  |
| 2003 | Pavel Nedvěd (CZE) (36%         | Juventus                   |
| 2004 | Ronaldinho (BRA) (29%)          | FC Barcelona               |
| 2005 | Ronaldinho (BRA) (39%)          | FC Barcelona               |
| 2006 | Fabio Cannavaro (ITA) (40%)     | Juventus & Real Madrid     |
| 2007 | Kaká (BRA) (52%)                | A.C. Milan                 |
| 2008 | Cristiano Ronaldo (POR) (48.4%) | Manchester United          |
| 2009 | Lionel Messi (ARG) (43.2%)      | FC Barcelona               |
| 2010 | Xavi (ESP) (25.8%)              | FC Barcelona               |
| 2011 | Lionel Messi (ARG) (60.2%)      | FC Barcelona               |
| 2012 | Lionel Messi (ARG) (47.33%)     | FC Barcelona               |
| 2013 | Cristiano Ronaldo (POR)         | Real Madrid                |
| 2014 | Cristiano Ronaldo (POR)         | Real Madrid                |
| 2015 | Lionel Messi (ARG)              | FC Barcelona               |
| 2016 | Cristiano Ronaldo (POR)         | Real Madrid                |
| 2017 | Cristiano Ronaldo (POR)         | Real Madrid                |
| 2018 | Luka Modrić (CRO)               | Real Madrid                |
| 2019 | Lionel Messi (ARG)              | FC Barcelona               |
| 2020 | Robert Lewandowski (POL)        | Bayern Munich              |
| 2021 | Robert Lewandowski (POL)        | Bayern Munich              |
| 2022 | Lionel Messi (ARG)              | Paris Saint-Germain        |
| 2023 | Erling Haaland (NOR)            | Manchester City            |

### Xếp hạng các cầu thủ theo số lần nhận danh hiệu
| # | Cầu thủ                  | Số lần nhận giải |
| - | ------------------------ | ---------------- |
| 1 | Lionel Messi (ARG)       | 6                |
| 2 | Cristiano Ronaldo (POR)  | 5                |
| 3 | Ronaldo (BRA)            | 3                |
| 4 | Michel Platini (FRA)     | 2                |
| 4 | Ruud Gullit (NED)        | 2                |
| 4 | Marco van Basten (NED)   | 2                |
| 4 | Ronaldinho (BRA)         | 2                |
| 4 | Robert Lewandowski (POL) | 2                |
| 9 | Paolo Rossi (ITA)        | 1                |
| 9 | Zico (BRA)               | 1                |
| 9 | Diego Maradona (ARG)     | 1                |
| 9 | Lothar Matthäus (GER)    | 1                |
| 9 | Jean-Pierre Papin (FRA)  | 1                |
| 9 | Roberto Baggio (ITA)     | 1                |
| 9 | Paolo Maldini (ITA)      | 1                |
| 9 | Gianluca Vialli (ITA)    | 1                |
| 9 | Zinedine Zidane (FRA)    | 1                |
| 9 | Rivaldo (BRA)            | 1                |
| 9 | Luís Figo (POR)          | 1                |
| 9 | Michael Owen (ENG)       | 1                |
| 9 | Pavel Nedvěd (CZE)       | 1                |
| 9 | Fabio Cannavaro (ITA)    | 1                |
| 9 | Kaká (BRA)               | 1                |
| 9 | Xavi (ESP)               | 1                |
| 9 | Luka Modrić (CRO)        | 1                |
| 9 | Erling Haaland (NOR)     | 1                |

#### Xếp hạng theo quốc gia
| # | Quốc gia     | Số lần nhận giải |
| - | ------------ | ---------------- |
| 1 | Brasil       | 8                |
| 2 | Argentina    | 7                |
| 3 | Bồ Đào Nha   | 6                |
| 4 | Ý            | 5                |
| 5 | Pháp         | 4                |
| 5 | Hà Lan       | 4                |
| 7 | Ba Lan       | 2                |
| 8 | Đức          | 1                |
| 8 | Cộng hòa Séc | 1                |
| 8 | Anh          | 1                |
| 8 | Tây Ban Nha  | 1                |
| 8 | Croatia      | 1                |
| 8 | Na Uy        | 1                |

## HLV hay nhất năm
- 2023 -  Pep Guardiola, Manchester City
- 2022 -  Lionel Scaloni, Argentina
- 2021 -  Roberto Mancini, Ý
- 2020 -  Hansi Flick, Bayern Munich
- 2019 -  Jürgen Klopp, Liverpool
- 2018 -  Didier Deschamps, Pháp
- 2017 -  Zinedine Zidane, Real Madrid
- 2016 -  Claudio Ranieri, Leicester City
- 2015 -  Luis Enrique, Barcelona
- 2014 -  Joachim Löw, Đức
- 2013 -  Jupp Heynckes, Bayern Munich
- 2012 –  Vicente del Bosque, Spain (28.49%)[7]
- 2011 -  Pep Guardiola, Barcelona (33.1%)
- 2010 -  José Mourinho, Inter (48.3%)[5]
- 2009 -  Pep Guardiola, Barcelona (62%)
- 2008 -  Alex Ferguson, Manchester United (38%)
- 2007 -  Alex Ferguson, Manchester United (56%)
- 2006 -  Marcello Lippi, Đội tuyển Ý (36%)
- 2005 -  José Mourinho, Chelsea (34%)
- 2004 -  José Mourinho, FC Porto & Chelsea (36%)
- 2003 -  Carlo Ancelotti, A.C. Milan (20%)
- 2002 -  Guus Hiddink, Đội tuyển Hàn Quốc & PSV (28%)
- 2001 -  Gérard Houllier, Liverpool (28%)
- 2000 -  Dino Zoff, Đội tuyển Ý (18%)
- 1999 -  Alex Ferguson, Manchester United (60%)
- 1998 -  Arsène Wenger, Arsenal (28%)
- 1997 -  Ottmar Hitzfeld, Borussia Dortmund (17%)
- 1996 -  Berti Vogts, Đội tuyển Đức (28%)
- 1995 -  Louis van Gaal, Ajax (42%)
- 1994 -  Carlos Alberto Parreira, Đội tuyển Brasil (17%)
- 1993 -  Alex Ferguson, Manchester United (21%)
- 1992 -  Richard Møller-Nielsen, Đội tuyển Đan Mạch (28%)
- 1991 -  Michel Platini, Đội tuyển Pháp (42%)
- 1990 -  Franz Beckenbauer, Đội tuyển Tây Đức & Marseille (53%)
- 1989 -  Arrigo Sacchi, A.C. Milan (42%)
- 1988 -  Rinus Michels, Đội tuyển Hà Lan & Bayer Leverkusen (48%)
- 1987 -  Johan Cruijff, Ajax (25%)
- 1986 -  Guy Thys, Đội tuyển Bỉ (15%)
- 1985 -  Terry Venables, Barcelona (30%)
- 1984 -  Michel Hidalgo, Đội tuyển Pháp (30%)
- 1983 -  Sepp Piontek, Đội tuyển Đan Mạch (29%)
- 1982 -  Enzo Bearzot, Đội tuyển Ý (49%)

## Cầu thủ trẻ xuất sắc nhất năm
- 2010 -  Thomas Muller, Bayern Munich & Đức (45,8)[5]
- 2009 -  Sergio Agüero, Atlético Madrid & Argentina (45,1%)
- 2008 -  Lionel Messi, Barcelona & Argentina (44%)
- 2007 -  Lionel Messi, Barcelona & Argentina (34%)
- 2006 -  Lionel Messi, Barcelona & Argentina (36%)
- 2005 -  Robinho, Santos (30%)

## Trọng tài xuất sắc nhất năm
- 2006 -  Horacio Elizondo (39%)
- 2005 -  Pierluigi Collina (31%)

## Đội bóng xuất sắc nhất năm
- 2010 -  Tây Ban Nha (63,3%)
- 2009 -  Barcelona (75,9%)
- 2008 -  Tây Ban Nha (41%)
- 2007 -  Iraq (22%)
- 2006 -  Barcelona (42%)
- 2005 -  Liverpool (27%)
- 2004 -  Hy Lạp (25%)
- 2003 -  A.C. Milan (23%)
- 2002 -  Brasil (24%)
- 2001 -  Liverpool (26%)
- 2000 -  Pháp (33%)
- 1999 -  Manchester United (61%)
- 1998 -  Pháp (35%)
- 1997 -  Borussia Dortmund (20%)
- 1996 -  Nigeria (31%)
- 1995 -  Ajax (50%)
- 1994 -  A.C. Milan (33%)
- 1993 -  FC Parma (24%)
- 1992 -  Đan Mạch (37%)
- 1991 -  Pháp (20%)
- 1990 -  Tây Đức (28%)
- 1989 -  A.C. Milan (51%)
- 1988 -  Hà Lan (43%)
- 1987 -  FC Porto (38%)
- 1986 -  Argentina (15%)
- 1985 -  Everton (42%)
- 1984 -  Pháp (45%)
- 1983 -  Hamburg (29%)
- 1982 -  Brasil (30%)

## Danh sách 100 cầu thủ hay nhất thế giới của thế kỷ 20
- Danh sách được đăng vào số tháng 12, năm 1999[20]

### Danh sách cầu thủ
| #  | Cầu thủ            |
| -- | ------------------ |
| 1  | Pelé               |
| 2  | Diego Maradona     |
| 3  | Johan Cruyff       |
| 4  | Franz Beckenbauer  |
| 5  | Michel Platini     |
| 6  | Alfredo Di Stéfano |
| 7  | Ferenc Puskás      |
| 8  | George Best        |
| 9  | Ronaldo            |
| 10 | Eusébio            |
| 11 | Lev Yashin         |
| 12 | Bobby Charlton     |
| 13 | Romário            |
| 14 | Bobby Moore        |
| 15 | Gerd Müller        |
| 16 | Zinedine Zidane    |
| 17 | Stanley Matthews   |
| 18 | Zico               |
| 19 | Franco Baresi      |
| 20 | Garrincha          |
| 21 | Paolo Maldini      |
| 22 | Kenny Dalglish     |
| 23 | Claudio Caniggia   |
| 24 | Eric Cantona       |
| 25 | Gheorghe Hagi      |

| #  | Cầu thủ               |
| -- | --------------------- |
| 26 | Marco van Basten      |
| 27 | Jairzinho             |
| 28 | Roberto Baggio        |
| 29 | Ruud Gullit           |
| 30 | John Charles          |
| 31 | Lothar Matthäus       |
| 32 | Gordon Banks          |
| 33 | Jürgen Klinsmann      |
| 34 | Dennis Bergkamp       |
| 35 | Karl-Heinz Rummenigge |
| 36 | Gary Lineker          |
| 37 | Giuseppe Meazza       |
| 38 | Rivelino              |
| 39 | Didi                  |
| 40 | Ian Rush              |
| 41 | Peter Schmeichel      |
| 42 | Paolo Rossi           |
| 43 | George Weah           |
| 44 | Rivaldo               |
| 45 | Just Fontaine         |
| 46 | Duncan Edwards        |
| 47 | Dino Zoff             |
| 48 | Hristo Stoichkov      |
| 49 | David Beckham         |
| 50 | Tom Finney            |

| #  | Cầu thủ                 |
| -- | ----------------------- |
| 51 | Michael Owen            |
| 52 | Gabriel Batistuta       |
| 53 | Tostão                  |
| 54 | Frank Rijkaard          |
| 55 | José Luis Chilavert     |
| 56 | Kevin Keegan            |
| 57 | Paul Gascoigne          |
| 58 | Roger Milla             |
| 59 | Michael Laudrup         |
| 60 | Andriy Shevchenko       |
| 61 | David Ginola            |
| 62 | Glenn Hoddle            |
| 63 | Sócrates                |
| 64 | Roberto Carlos          |
| 65 | Bebeto                  |
| 66 | Daniel Passarella       |
| 67 | Davor Šuker             |
| 68 | Dixie Dean              |
| 69 | Sándor Kocsis           |
| 70 | Juan Alberto Schiaffino |
| 71 | Christian Vieri         |
| 72 | Mario Kempes            |
| 73 | Johan Neeskens          |
| 74 | Luigi Riva              |
| 75 | José Nasazzi            |

<TD:2px">
| #   | Cầu thủ              |
| --- | -------------------- |
| 76  | Günter Netzer        |
| 77  | Alessandro Del Piero |
| 78  | Carlos Valderrama    |
| 79  | Ricardo Zamora       |
| 80  | Enzo Francescoli     |
| 81  | Edgar Davids         |
| 82  | Francisco Gento      |
| 83  | Jim Baxter           |
| 84  | Falcão               |
| 85  | Ryan Giggs           |
| 86  | Sepp Maier           |
| 87  | Zbigniew Boniek      |
| 88  | Pat Jennings         |
| 89  | György Sárosi        |
| 90  | Giacinto Facchetti   |
| 91  | Alan Hansen          |
| 92  | Raymond Kopa         |
| 93  | Bryan Robson         |
| 94  | Matthias Sammer      |
| 95  | Ladislav Kubala      |
| 96  | Neville Southall     |
| 97  | Gérson               |
| 98  | Paulo Futre          |
| 99  | Preben Elkjær        |
| 100 | Alan Shearer         |

### Xếp hạng cầu thủ thế kỷ 20 theo quốc gia
|    | Quốc gia      | Số cầu thủ                                                       |
| -- | ------------- | ---------------------------------------------------------------- |
| 1  | Anh           | 15 (12, 14, 17, 32, 36, 46, 49, 50, 51, 56, 57, 62, 68, 93, 100) |
| 1  | Brasil        | 15 (1, 9, 13, 18, 20, 27, 38, 39, 44, 53, 63, 64, 65, 84, 97)    |
| 3  | Ý             | 10 (19, 21, 28, 37, 42, 47, 71, 74, 77, 90)                      |
| 4  | Đức           | 8 (4, 15, 31, 33, 35, 76, 86, 94)                                |
| 5  | Hà Lan        | 7 (3, 26, 29, 34, 54, 73, 81)                                    |
| 6  | Argentina     | 6 (2, 6, 23, 52, 66, 72)                                         |
| 6  | Pháp          | 6 (5, 16, 24, 45, 61, 92)                                        |
| 8  | Hungary       | 4 (7, 69, 89, 95)                                                |
| 8  | Wales         | 4 (30, 40, 85, 96)                                               |
| 9  | Đan Mạch      | 3 (41, 59, 99)                                                   |
| 9  | Scotland      | 3 (22, 83, 91)                                                   |
| 9  | Uruguay       | 3 (70, 75, 80)                                                   |
| 13 | Tây Ban Nha   | 2 (79, 82)                                                       |
| 14 | Bắc Ireland   | 2 (8, 88)                                                        |
| 15 | Các nước khác | 12                                                               |